# Dragsmarks socken
Dragsmarks socken i Bohuslän ingick i Lane härad, ingår sedan 1971 i Uddevalla kommun och motsvarar från 2016 Dragsmarks distrikt.
Socknens areal är 14,50 kvadratkilometer, varav land 14,41. År 2000 fanns här 354 invånare. Sockenkyrkan Dragsmarks kyrka ligger i socknen. 

## Administrativ historik
Dragsmarks socken bildades tidigt genom en utbrytning ur Bokenäs socken. 
Vid kommunreformen 1862 övergick socknens ansvar för de kyrkliga frågorna till Dragsmarks församling och för de borgerliga frågorna bildades Dragsmarks landskommun. Landskommunen inkorporerades 1952 i Skaftö landskommun som upplöstes 1971 då denna del uppgick i Uddevalla kommun. Församlingen uppgick 2010 i Bokenäsets församling.
1 januari 2016 inrättades distriktet Dragsmark, med samma omfattning som församlingen hade 1999/2000.  
Socknen har tillhört samma fögderier och domsagor som Lane härad. De indelta soldaterna tillhörde Bohusläns regemente, Lane kompani och de indelta båtsmännen tillhörde 1:a Bohusläns båtsmanskompani.

## Geografi och natur
Dragsmarks socken ligger sydost om Lysekil på Bokenäset med Gullmarsfjorden i norr och Koljefjorden i söder. Socknens har odlingsbygd i dalar mellan kala berg.
Inom socknen finns två naturreservat: Bassholmen och Kärlingesund. Gullmarn är ett naturvårdsområde som ingår i EU-nätverket Natura 2000 och delas med Bokenäs och Skredsviks socknar i Uddevalla kommun, Skaftö, Lyse, Brastads, Lysekils och Bro socknar i Lysekils kommun, Morlanda socken i Orusts kommun och Foss socken i Munkedals kommun.

## Fornlämningar
Boplatser och lösfynd från stenåldern har påträffats. Från bronsåldern finns gravrösen.

## Befolkningsutveckling
Befolkningen ökade från 347 1810 till 629 1890 varefter den minskade till 263 1970 då den var som minst under 1900-talet.

## Namnet
Namnet skrevs 1331 Dragsmork och kommer från bebyggelsen vid kyrkan. Efterleden är mark, 'gränsskog'. Förleden är drag, 'ställe där man tvingas dra en båt'.